# Organizzazione Fascista Panrussa
L'Organizzazione Fascista Panrussa (in russo Всеросси́йская фаши́стская организа́ция?) fu un movimento politico russo fondato nel 1925 in Manciuria da dissidenti dell'Unione Sovietica.
L'organizzazione vide la luce su impulso di alcuni membri della facoltà di giurisprudenza dell'Università di Harbin. Leader del gruppo fu inizialmente il Professore N.I. Nikiforov, sotto la cui guida furono redatte le cosiddette "Tesi del Fascismo Russo" nel 1927. Nel 1931 il movimento fu assorbito all'interno di una nuova formazione guidata da Konstantin Rodzaevskij, il Partito Fascista Russo.
Nel 1933 un altro dissidente, Anastasij Vonsjackij, diede vita all'Organizzazione Fascista Panrussa con sede a Putnam, negli Stati Uniti. Nel maggio del 1934 questo movimento si fuse con il Partito Fascista Russo di Rodzaevskij, a seguito di alcune trattative portate avanti in Giappone. Quest'atto decretò la temporanea unità dei fascisti russi sotto la sigla di "Partito Fascista Panrusso".
Il nuovo movimento unitario ebbe comunque vita breve a causa dei dissidi fra Vonsjackij e Rodzaevskij, in particolare, sulle questioni relative all'antisemitismo ed all'alleanza con i monarchici e i cosacchi, temi fortemente criticati da Vonsjackij che, infatti, nel 1935 abbandonò il Partito Fascista Panrusso e fondò il Partito Nazionalista Rivoluzionario Russo.
Tra il 1940 e il 1941 la collaborazione fra i due leader ricominciò ma fu definitivamente bloccata allo scoppio della guerra del Pacifico. Nel 1942 Anastasij Vonsjackij fu arrestato dall'FBI e il suo partito cessò d'esistere.